# Dan Voinea
Dan Voinea (născut 23 iulie 1950) este general și magistrat român.  Este procuror militar din anul 1982, între anii 1997 și 2000 a deținut șefia Sectiei Parchetelor Militare din cadrul Parchetului de pe lângă Înalta Curte de Casație și Justiție. În decembrie 1989, când avea gradul de maior la Direcția Procuraturii Militare, a fost desemnat procuror în procesul Elenei și a lui Nicolae Ceaușescu, el întocmind rechizitoriul pe baza căruia cei doi au fost condamnați la moarte și executați, în 25 decembrie 1989. 
Generalul magistrat Voinea este cel care a instrumentat două dintre cele mai importante dosare post-decembriste, cel al mineriadei din 13-15 iunie 1990  și cel al Revoluției din decembrie 1989.

## Activitate profesională
În 21 aprilie 2006, Dan Voinea a fost numit în funcția de procuror militar șef adjunct al Secției Parchetelor Militare, din cadrul Parchetului General. El a fost propus de ministrul Justiției de atunci, Monica Macovei, primind apoi aviz favorabil de la Consiliul Superior al Magistraturii, cu unanimitate de voturi. Până în octombrie 2007 a deținut și interimatul șefiei Parchetelor Militare, funcție care a fost ulterior preluată, prin delegare pe perioadă limitată, de către colonelului magistrat Ion Vasilache.
În 23 octombrie 2008 șeful Ministerului Public, Laura Kövesi, a cerut revocarea lui Voinea din funcția de adjunct al șefului Secției Parchetelor Militare pentru folosirea defectuoasă a resurselor umane ale secției. Ea l-a acuzat de nefinalizarea nici după 18 ani a dosarelor revoluției și mineriadelor. Prin decrete semnate de Președintele Traian Băsescu, în 20 martie 2009 generalul maior magistrat Dan Voinea a fost revocat din funcția de procuror șef adjunct al Secției Parchetelor Militare din cadrul Parchetului de pe lângă Înalta Curte de Casație și Justiție, iar în 1 aprilie a fost pensionat.
La data de 27 noiembrie 2009, Consiliul Superior al Magistraturii (CSM) respins cererea lui Voinea de reîncadrare în funcția de procuror civil la Parchetul instanței supreme.